# Língua goundo
Goundo é uma língua Adamawa do Chade. É um dos três membros do grupo das línguas Kim, juntamente com a Kim e a  Besme
A língua é falada apenas por adultos mais velhos, já que muitos jovens mudaram para  Kabalai e  Nancere. 